# 마르쿠스 아우렐리우스 기마상
마르쿠스 아우렐리우스 기마상(이탈리아어: Statua equestre di Marco Aurelio)은 이탈리아 로마의 캄피돌리오 언덕에 있는 기마상이다. 청동으로 제작되었고 높이는 4.24 m (13.9 ft)이다. 황제는 말을 타고 있는 기마상이지만, 그 외에 황제를 묘사한 조각상 부분은 아우구스투스 황제의 입상과 많은 유사점들을 나타내고 있다. 원본은 카피톨리니 미술관 안에 전시되고 있으며, 현재 캄피돌리오 광장에 있는 조각상은 1981년에 원본을 복원하기 위해 치우면서 만들어진 복제품이다.

## 묘사
이 기마상은 권력과 신과 같은 웅잠함이라는 인상을 보여주고 있다. 마르쿠스 아우렐리우스 황제 부분은 실물보다 큰 크기이고 로마 황제들이 군대에게 명령을 내릴 때 쓰던 '아들로쿠티오' 자세를 그의 손으로 취하고 있다. 일부 역사가들은 정복당한 군대가 본래 이 조각상의 일부를 이루었다 ('미라빌리아 우르비스 로마이'를 포함한 중세 시대의 기록물을 근거로 하며, 앞서 언급한 서적에 따르면 한때 기마 부분의 오른쪽 앞다리 아래에 몸을 웅크리고 있는 족장(야만족)에 대한 조그만 조각상이 있었다고 한다)라고 주장한다. 이러한 이미지는 승자이자 완전한 정복을 이뤄낸 황제로서 묘사하도록 의도된 것이었다. 그렇지만, 무기나 갑주가 없는 형태로 표현된 마르쿠스 아우렐리우스는 자기 자신과 그의 집권기를 그가 바라본 관점에 따라 전쟁 영웅보다는 평화를 가져온 자로서 보여진다.

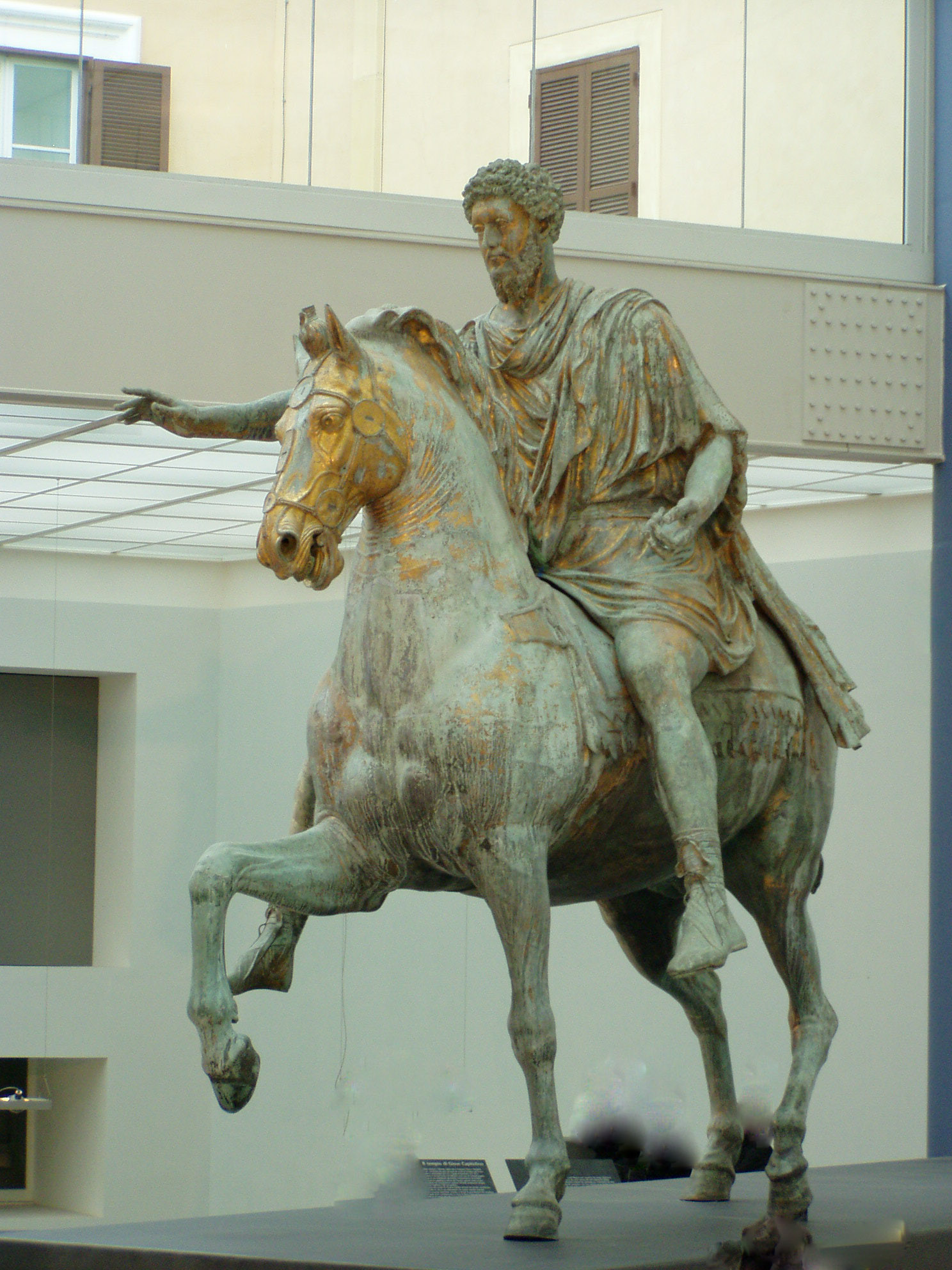
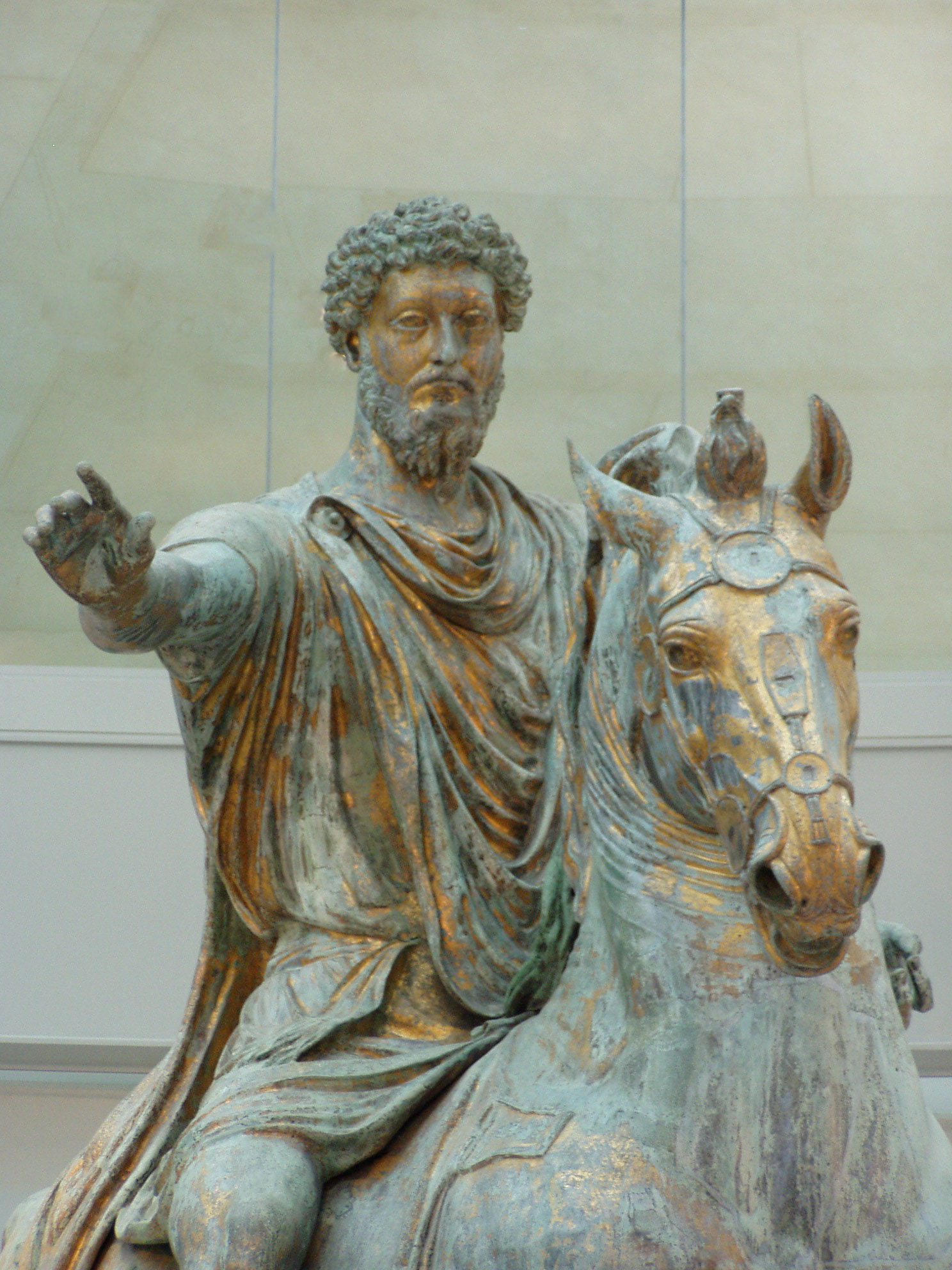
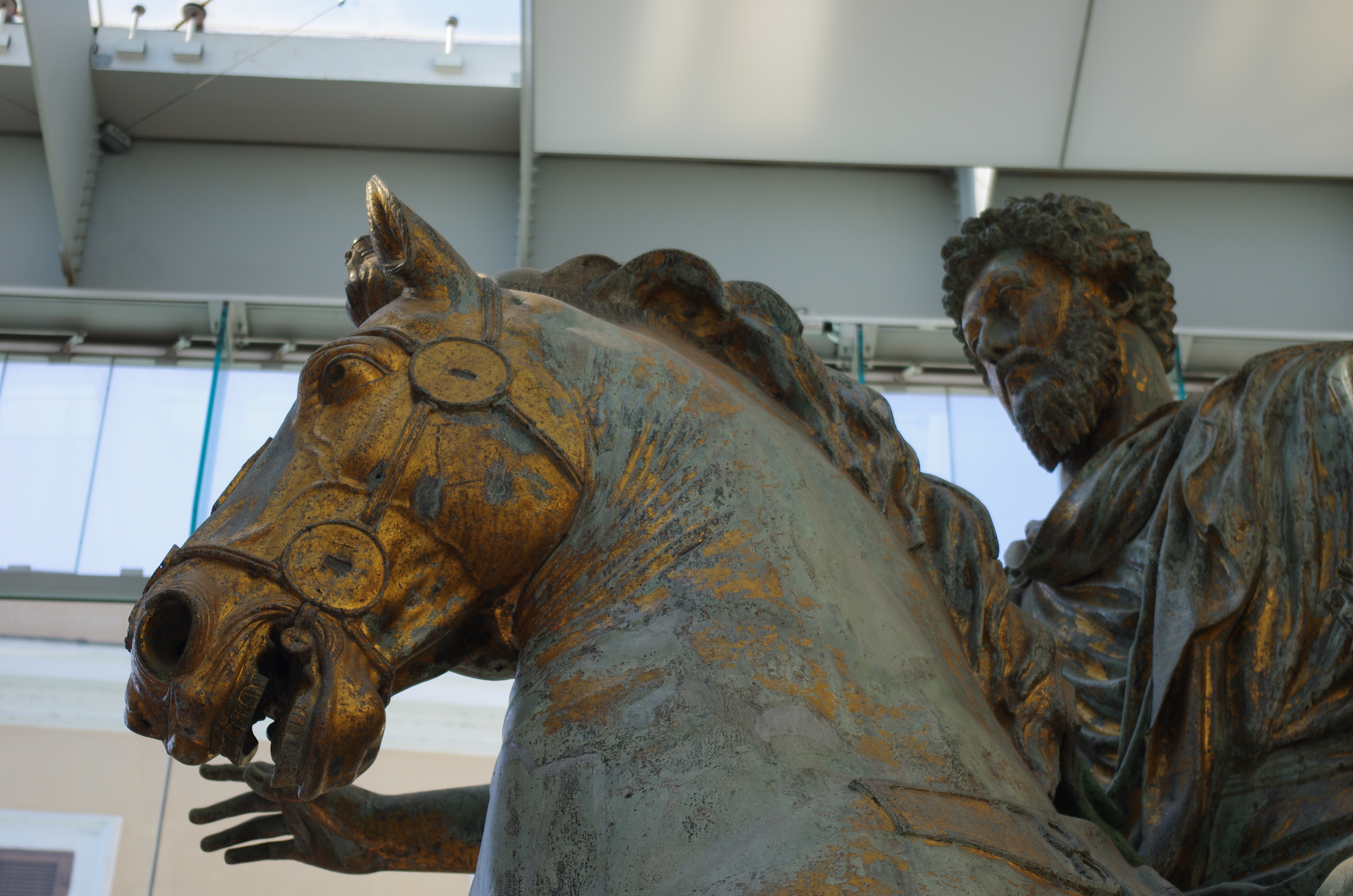

아우렐리우스 황제는 당시 서방에 아직 도입되지 않았던 등자를 사용하지 않은 채로 말에 탑승한 형태로 표현되어 있다. 기마 부분은 다른 예술가들의 작품들에서 재사용되기 위해 꼼꼼하게 연구된 한편, 안장 깔개는 표준 로마 시대의 복장의 일부라는 생각을 갖고 복제되었다. 안장 깔깨는 사실 사르마티아인들에서 그 기원을 하고 있으며, 따라서 이 말이 사르마티아의 말이고 이 조각상은 마르쿠스 아우렐리우스가 사르마티아인들에 대한 승전을 기념하기 위해 만들어졌을 것이라 주장되는데, 이후에 마르쿠스 아우렐리우스는 그의 이름에 '사르마티쿠스'를 추가하기도 했었다.

## 역사

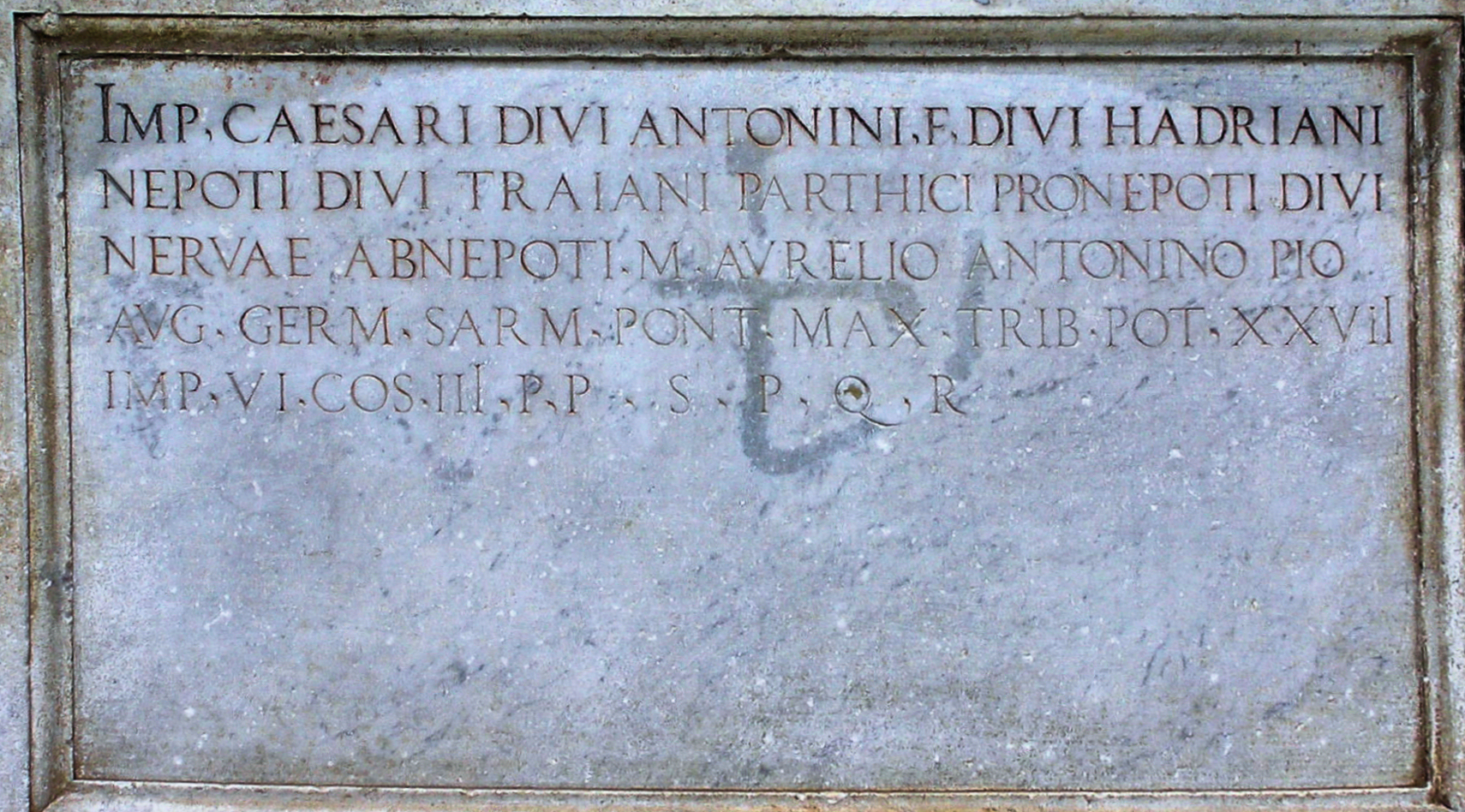
교황 바오로 3세의 의뢰를 받아 만들어진, 마르쿠스 아우렐리우스 기마상의 플린스의 글귀

기마상은 서기 175년경에 세워졌다. 본래 위치에 대해서는 논쟁 중에 있으며 포로 로마노와 콜론나 광장 (마르쿠스 아우렐리우스 원주가 있던 곳)이 제시되었다. 그렇지만, 본래 기마상이 있던 장소가 중세 초에 포도밭으로 바뀌었다.
황제를 표현한 기마상들이 여럿 있었으나, 그 조각상들은 거의 남아 있지 않는데, 후대 제국에 들어 주화나 새로운 조각상 등에 쓰일 재료로 사용하기 위해 청동상을 녹이는 것이 일반적 관행이었기 때문이었다. 실제로, 마르쿠스 아우렐리우스 기마상은 남아있던 기독교 이전 로마 황제들의 청동상 두 개 중 하나이며, 나머지 하나인 레지솔레는 프랑스 혁명이 벌어지고 나서 파괴되었다. 로마의 마르쿠스 아우렐리우스 기마상이 캄피돌리오에 보존된 것은 철학 황제인 마르쿠스 아우렐리우스가 기독교 황제인 콘스탄티누스 대제로 대중적으로 오해받았기 때문이었으며, 실제로도 여러 황제들과 장군들의 기마 청동상 20여 점 이상이 로마 제국 시대 말 이래로 녹여졌었다. 이 오해가 셉티미우스 세베루스 개선문 옆에 있었다가 663년에 콘스탄스 2세가 로마를 방문했던 동안에 가져간 것이 유력하다고 보는, 콘스탄티누스 기마상의 옛 위치에서 비롯한 것으로 추측된다. 콘스탄티누스 조각상이 없어지면서, 로마 시민들은 결국에 마르쿠스 아우렐리우스 조각상을 콘스탄티누스로 오해하게 되었다.

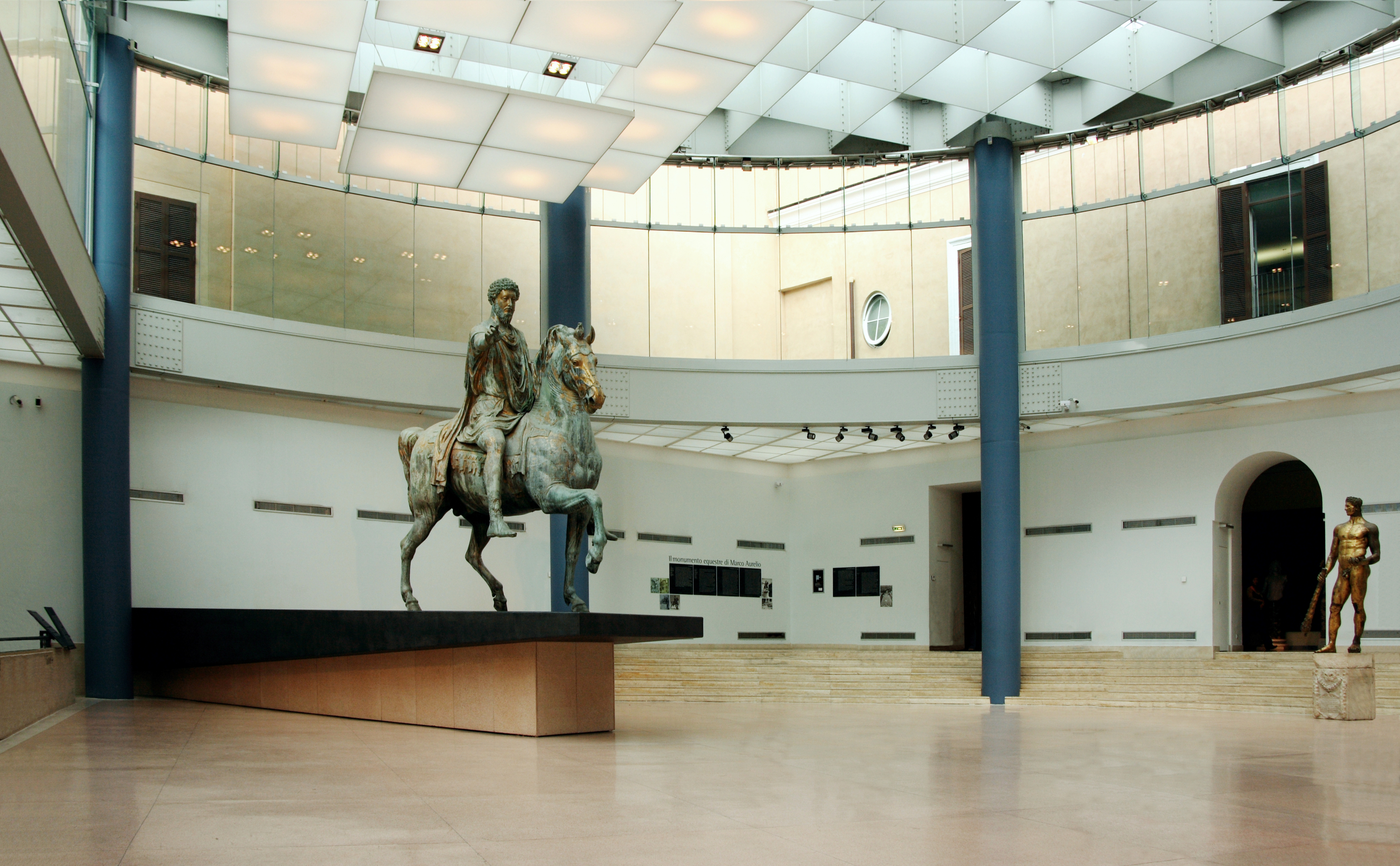
콘세르바토리 궁전에 위치한 원본 동상

중세에 들어서면서 이 조각상은 대중들의 시선에 남아 있던 몇 안 되는 로마 시대 조각상들 중 하나였다. 8세기에는 로마의 라테란 궁전 동쪽에 있는 캄푸스 라테라넨시스(Campus Lateranensis)에 있었으며, 이후에 교황 식스토 4세가 추가한 페데스탈 위에 놓여져 있었다. 라테란 궁전 옆에 있던 기마상의 위치는 그 장소가 황제가 태어나고 교육 받았던 마르쿠스 아우렐리우스의 조부 마르쿠스 안니우스 베루스의 자택이 있었던 사실 때문이었다. 교황 바오로 3세의 명으로, 1538년에 미켈란젤로가 광장을 재설계 하던 시기에 캄피돌리오 광장으로 옮겨졌다. 미켈란젤로는 정 가운데 광장에 조각상을 두는 데 받아들이지 못했으며, 직접 페데스탈을 설계하였다. 본래 청동상은 카피톨리니 미술관의 콘세르바토리 궁전에 있으며 광장에 있는 것은 현대의 복제품이다.
혁명 공화정인 로마 공화국이 시작된 1849년 11월 29일 밤, 대규모 행렬은 마르쿠스 아우렐리우스 기마상의 손에 적백녹 [tricolore (현재의 이탈리아 국기로 당시에는 새롭게 만들어진 '체제 전복'적인 깃발이었다)의 기를 쥐어주었다.
1979년, 세나토리오 궁전 인근에서 일어난 폭탄 테러가 동상의 하단 대리석 부분에 손상을 입혔다.

## 문화적 중요성
마르쿠스 아우렐리우스 기마상은 서기 174년에 주조된 마르쿠스 아우렐리우스의 아우레우스 뒷면에 나타나 있고, 로베르토 마우리가 디자인한 오늘날 이탈리아의 0.50 € 주화에도 묘사되어 있다.
이 동상은 과거에는 금박이 씌어져 있었다. 오래된 지역 전승에서는 최후의 심판 때 다시 금으로 변한다고 전한다.

### 복제본

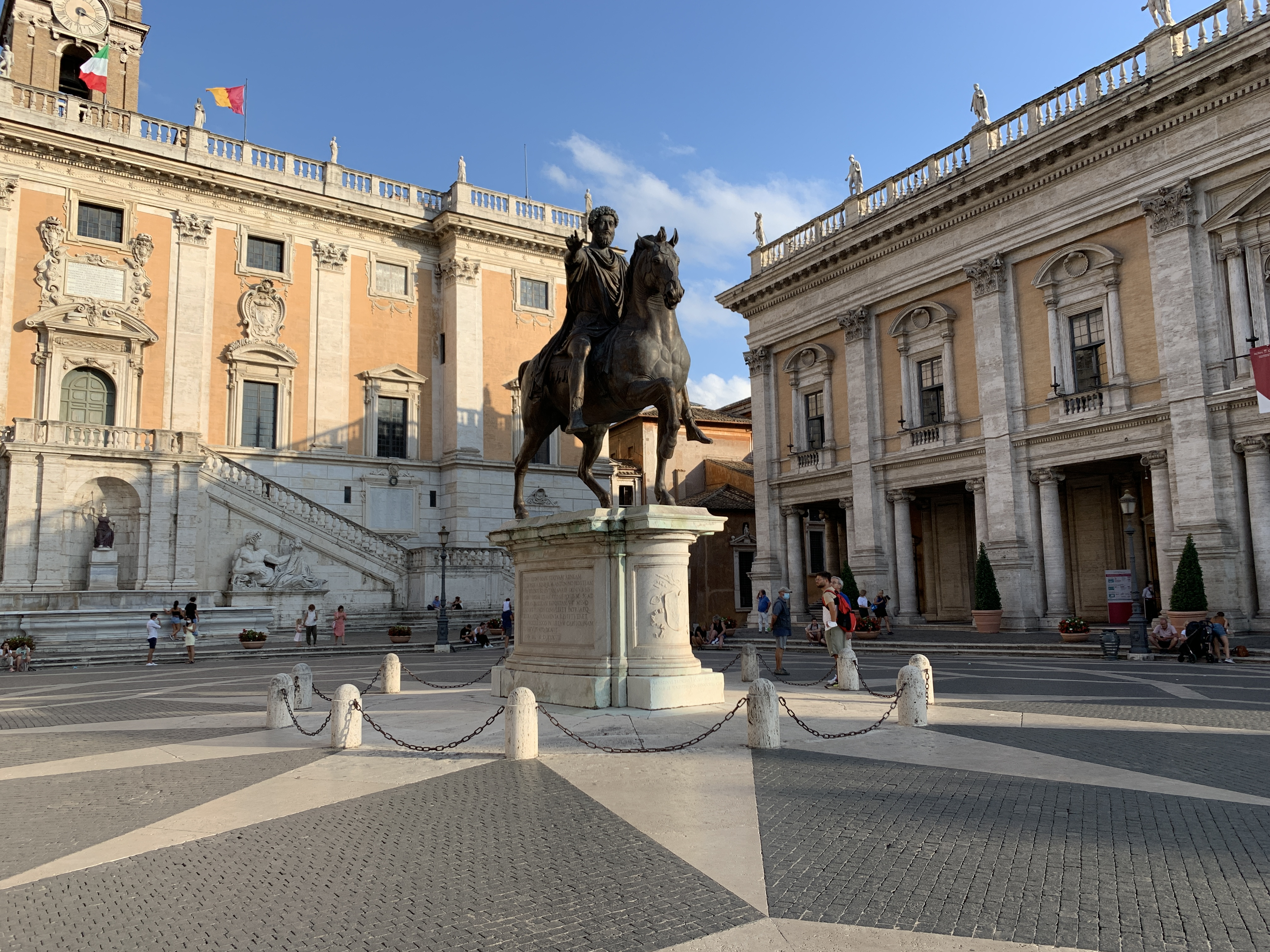
캄피돌리오 언덕에 있는 마르쿠스 아우렐리우스 기마상의 복제본

1981년, 야외 전시 목적의 기마상 복제품 제작이 시작되었다. 디지털 자료들이 참고 자료로 쓰인 한편 레이저 빔이 정확한 측정을 가능케 해주었다. 미술품 보존전문가들은 이 자료들을 오늘날 캄피돌리오 언덕에 있는, 믿을 수 있는 청동 기마상 복제품을 주조하는 데 사용하였다.